# Pak Thae-song
Pak Thae-song (coréen : 박태성), né le 14 septembre 1955, est un homme d'État nord-coréen. Il est président de l'Assemblée populaire suprême et vice-président du Parti du travail de Corée.
Le 29 décembre 2024 Pak Thae-song devient le quatorzième Premier ministre de la Corée du Nord en succédant à Kim Tok-hun.